# Giro de Italia 1961
La 44.ª edición del Giro de Italia se disputó entre el 20 de mayo y el 11 de junio de 1961, con un recorrido de 21 etapas y 4004 km, que el vencedor completó a una velocidad media de 35,934 km/h. La carrera comenzó en Turín y terminó en Milán.
Tomaron la salida 170 participantes, de los cuales 92 terminaron la carrera.
El francés Anquetil, vencedor del año anterior, se presentaba como el gran favorito a la victoria. En frente, Charly Gaul, que prometía crear mucho peligro en la montaña y ponerle las cosas difíciles al ciclista normando. Tras un comienzo de carrera abierto, con llegadas agrupadas al sprint o cortas escapadas, salvo la 8.ª etapa, en la que el español Antonio Suárez logró llegar destacado a meta con casi dos minutos de ventaja, Anquetil sigue el guion preestablecido y arrolla a todos sus rivales en la única contrarreloj de la prueba y al día siguiente se viste con la maglia rosa. Sin embargo, en la 14.ª etapa en un día tormentoso de mucho frío, se produce una escapada de siete corredores entre los que se encuentra Arnaldo Pambianco, el cual consigue vestirse de rosa al término de la jornada en Florencia por apenas catorce segundos de ventaja sobre Anquetil. Como en las últimas ediciones, la gran montaña se guardaba para el final, ascendiéndose el Paso Pordoi en la 19.ª etapa y el Paso Stelvio en la 20.ª y penúltima etapa. Anquetil resultó no estar demasiado en forma, y no pudo con el italiano, que fue 2.º en la penúltima etapa, en la que solo el luxemburgués Charly Gaul le superó, seguido de Suárez, que logró finalizar la carrera en 3.ª posición, mejorando la mejor posición lograda por un español en la historia del Giro, y subiendo al podio por primera vez.
Poblet venció en tres etapas y Suárez, además de acabar 3.º en la general, ganó la 7.ª etapa, fue segundo en la 13.ª etapa y tercero en otras tres, culminando una gran actuación en la ronda italiana.

## Equipos participantes
| Equipo                            | Jefe de filas     |
| Saint-Raphaël-R. Geminiani-Dunlop | Jacques Anquetil  |
| Atala                             | Vito Favero       |
| Baratti                           | Angelo Conterno   |
| Bianchi                           | Antonio Bailetti  |
| Carpano                           | Nino Defilippis   |
| Ferrys                            | Salvador Botella  |
| Faema                             | Rik Van Looy      |
| Fides                             | Arnaldo Pambianco |
| Gazzola                           | Charly Gaul       |

| Equipo         | Jefe de filas       |
| Ghigi          | Jos Hoevenaers      |
| Ignis          | Ercole Baldini      |
| Legnano        | Renzo Accordi       |
| Molteni        | Romeo Venturelli    |
| Philco         | Guido Carlesi       |
| San Pellegrino | Carlo Azzini        |
| Torpado        | Carlo Brugnami      |
| VOV            | Federico Bahamontes |
|                |                     |

## Etapas
| Etapa | Recorrido               | Km       | Ganador          | Líder                   |
| 1.ª   | Turín                   | 115      | Miguel Poblet    | Miguel Poblet           |
| 2.ª   | Turín-San Remo          | 185      | Miguel Poblet    | Miguel Poblet           |
| 3.ª   | San Remo-Génova         | 149      | Willy Schroeders | Miguel Poblet           |
| 4.ª   | Cagliari                | 118      | Oreste Magni     | Miguel Poblet           |
| 5.ª   | Marsala-Palermo         | 144      | Louis Proost     | Miguel Poblet           |
| 6.ª   | Palermo-Milazzo         | 224      | Nino Defilippis  | Miguel Poblet           |
| 7.ª   | Reggio Calabria-Cosenza | 221      | Antonio Suárez   | Antonio Suárez          |
| 8.ª   | Cosenza-Tarento         | 237      | Piet van Est     | Guillaume van Tongerloo |
| 9.ª   | Castellana Grotte-Bari  | 53 (CRI) | Jacques Anquetil | Guillaume van Tongerloo |
| 10.ª  | Bari-Potenza            | 140      | Vito Taccone     | Jacques Anquetil        |
| 11.ª  | Potenza-Téano           | 252      | Pietro Chiodini  | Jacques Anquetil        |
| 12.ª  | Gaeta-Roma              | 149      | Renato Giusti    | Jacques Anquetil        |
| 13.ª  | Mentana-Castelfidardo   | 279      | Rik Van Looy     | Jacques Anquetil        |
| 14.ª  | Ancona-Florencia        | 250      | Silvano Ciampi   | Arnaldo Pambianco       |
| 15.ª  | Florencia-Módena        | 178      | Rik Van Looy     | Arnaldo Pambianco       |
| 16.ª  | Módena-Vicenza          | 207      | Adriano Zamboni  | Arnaldo Pambianco       |
| 17.ª  | Vicenza-Trieste         | 204      | Rik Van Looy     | Arnaldo Pambianco       |
| 18.ª  | Trieste-Vittorio Veneto | 161      | Renato Giusti    | Arnaldo Pambianco       |
| 19.ª  | Vittorio Veneto-Trento  | 249      | Willy Schroeders | Arnaldo Pambianco       |
| 20.ª  | Trento-Bormio           | 275      | Charly Gaul      | Arnaldo Pambianco       |
| 21.ª  | Bormio-Milán            | 214      | Miguel Poblet    | Arnaldo Pambianco       |

## Clasificaciones
| \| 1. \| Arnaldo Pambianco \| Italia \| 111h 25' 28s \| \| 2. \| Jacques Anquetil \| Francia \| + 3' 45" \| \| 3. \| Antonio Suárez \| España \| + 4' 17" \| \| 4. \| Charly Gaul \| Luxemburgo \| + 4' 22" \| \| 5. \| Guido Carlesi \| Italia \| + 8' 08" \| \| 6. \| Hans Junkermann \| Alemania Occidental \| + 12' 25" \| \| 7. \| Rik Van Looy \| Bélgica \| + 12' 38" \| \| 8. \| Guillaume van Tongerloo \| Bélgica \| + 14' 18" \| \| 9. \| Carlo Brugnami \| Italia \| + 16' 05" \| \| 10. \| Nino Defilippis \| Italia \| + 16' 23" \| |                         |                     |              |
| 1. | Arnaldo Pambianco       | Italia              | 111h 25' 28s |
| 2. | Jacques Anquetil        | Francia             | + 3' 45"     |
| 3. | Antonio Suárez          | España              | + 4' 17"     |
| 4. | Charly Gaul             | Luxemburgo          | + 4' 22"     |
| 5. | Guido Carlesi           | Italia              | + 8' 08"     |
| 6. | Hans Junkermann         | Alemania Occidental | + 12' 25"    |
| 7. | Rik Van Looy            | Bélgica             | + 12' 38"    |
| 8. | Guillaume van Tongerloo | Bélgica             | + 14' 18"    |
| 9. | Carlo Brugnami          | Italia              | + 16' 05"    |
| 10. | Nino Defilippis         | Italia              | + 16' 23"    |

| \| 1. \| Vito Taccone \| Italia \| - \| \| 2. \| Gabriel Mas \| España \| - \| \| 3. \| Imerio Massignan \| Italia \| - \| |                  |        |   |
| 1. | Vito Taccone     | Italia | - |
| 2. | Gabriel Mas      | España | - |
| 3. | Imerio Massignan | Italia | - |

| \| 1. \| Faema \| Bélgica \| - \| - \| |       |         |   |   |
| 1.                                     | Faema | Bélgica | - | - |